# L'Hemisfèric

L'hemisfèric

L'Hemisfèric és un planetari i cinema IMAX de la ciutat de València que forma part del conjunt de la Ciutat de les Arts i les Ciències.
El seu disseny, com el de la resta del conjunt, és de l'arquitecte valencià Santiago Calatrava i fou el primer edifici del conjunt inaugurat, el 16 d'abril de 1998.

## Espais
L'Hemisfèric compta amb el hall, entrada principal, la mateixa sala de projeccions, i el denominat Anell Perimetral.
En el vestíbul, es troben els serveis principals d'atenció al públic (finestretes, cafeteria, botiga, informació, taulell de reserves, etc.) i a més disposa d'un espai central en el qual se situen exposicions temporals.
La sala de projeccions, amb capacitat per a més de 300 persones, té una pantalla còncava de 900 metres quadrats de superfície i 24 metres de diàmetre.
I ja en la zona exterior, es troba l'Anell Perimetral "Carl Sagan", batejat així en honor del gran divulgador nord-americà; aquest espai està dedicat a la celebració d'actes de tota classe. Es tracta d'una zona ovalada o el·líptica que envolta la cúpula de la sala de projecció, protegida per la gran coberta de l'edifici. Un estany de 24.000 metres quadrats envolta tota aquesta estructura.

## Arquitectura
L'Hemisfèric és un singular edifici, dissenyat per Santiago Calatrava, que representa un gran ull humà, l'ull de la saviesa. Aquest element simbolitza la mirada i observació del món que els visitants descobrixen a través de les projeccions audiovisuals.
Amb una superfície de 14.000 m², compta amb una coberta ovoide de més de 100 metres de longitud, dintre de la qual es troba una gran esfera que alberga la sala de projeccions. L'altura màxima de l'edifici és de 26 metres.

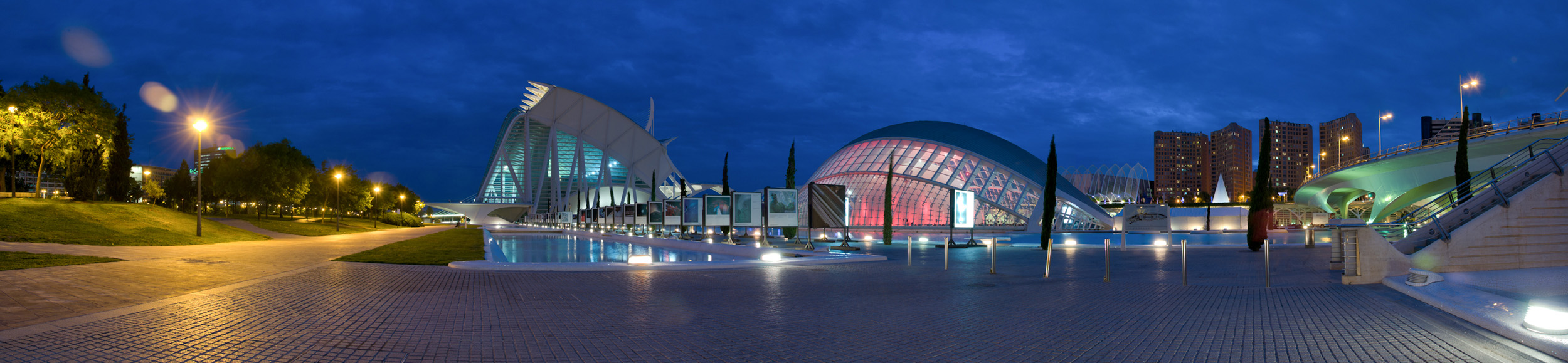
Vista panoràmica de la Ciutat de les Arts i les Ciències. En primer pla, l'Hemisfèric; al fons, el Museu de les Ciències.